# 女は二度決断する
『女は二度決断する』（おんなはにどけつだんする、ドイツ語: Aus dem Nichts）は、2017年のドイツのドラマ映画。監督はファティ・アキン、出演はダイアン・クルーガーとデニス・モシットーなど。第70回カンヌ国際映画祭のコンペティション部門で上映されてパルム・ドールを争い、主演のクルーガーが女優賞を獲得した。第90回アカデミー賞外国語映画賞にはドイツ代表作として出品された。

## 概要
ドイツ各地でトルコ人移民に対する連続殺人や爆弾テロを行っていたネオナチ組織、国家社会主義地下組織（NSU）の事件を下敷きとする。連続殺人事件がNSUの犯行であると判明するまで、警察もメディアもトルコ人同士の抗争という見方を取っており、トルコ人社会を治安悪化の主犯として責める報道が相次いでいた。この連続殺人事件では監督の友人の家族が殺されており、監督にとって身近な事件でもあったが、それだけではなく排外主義一般をテーマにすることを長らく考えていたという。監督はネオナチから脱退した人たちへの取材を繰り返し、「人は暴力では変わることができないが対話などで変わることはできる」ということを確信したという。一方で、「暴力がいかに次の暴力を生み出し、ヘイトがいかに次のヘイトをもたらすか。今作は、そうした連鎖についての物語だ」とも述べている。人は変わりうる、ということを信じることができるか、それとも暴力による復讐に進むかがテーマになっている。

## ストーリー
第一章 家族
クルド系移民のヌーリは麻薬取引で懲役刑に処されたが、刑務所で経営を学び、出所後はハンブルクで旅行代理店を経営し、ドイツ人の妻カティヤと結婚した。息子ロッコが6歳になったある日、カティヤは友人とエステへ外出するために、息子をヌーリの事務所に預けてゆく。ところが事務所に戻ると通り一帯が警察によって封鎖されており、事務所は何者かに爆破されていた。DNA鑑定で、現場で発見された身元不明の遺体がヌーリとロッコのものであると告げられたカティヤは絶望で暴れる。
カティヤは、息子を預けて事務所から出ようとしたときに、事務所の前に大きな荷台のついた真新しい自転車を停めた女性に「自転車を盗まれないよう気を付けて」と声をかけたことを思い出し、それを警察に告げる。しかし警察は、ヌーリに宗教上のテロの動機がないか、移民の麻薬仲間とのつながりがまだあったのか、移民同士の抗争がなかったのかを尋ねる。カティヤは夫を悪者にしようとする捜査にいら立つ。友人で弁護士のダニーロはカティヤの相談に乗り、すっかり落ち込んだ彼女に同情してコカインを渡すが、服用後に警察がヌーリの周辺を探るための家宅捜索に入り、コカインを使っていたことが見つかってしまい事情聴取を受ける。ヌーリとロッコの遺体をドイツではなくトルコに埋葬しようとするヌーリの両親と衝突したカティヤは、ヌーリの両親に、カティヤが遊びに行くためにロッコを預けていったことを責められる。絶望した彼女はコカインを服用し、手首を切って自殺しようとする。そこに警察から、ネオナチ組織を運営する若い夫婦を爆破テロ犯として逮捕したという電話がかかる。
第二章 正義
カティヤは被害者遺族として、容疑者であるアンドレとエッダのメラー夫妻に対する裁判に立ち会うことを決める。裁判の最初に、メラー夫妻の弁護士はカティヤの退廷を求めて原告側を揺さぶる。さらに遺体の損壊状況を詳しく説明されてカティヤは動揺し、一旦法廷を出ようとする途中でエッダにつかみかかろうとする。原告側の証人として出廷したアンドレの父は、ネオナチになった息子とかねてから対立している人物であり、息子がガレージにくぎ、肥料、燃料など爆弾の材料をため込んでいたことを証言した。弁護側は、ガレージのカギの隠し方などの不備を指摘し、第三者が勝手にガレージに入って爆弾を作ったことが否定できなくなる。次の証人である刑事はガレージにあった爆弾材料とテロ現場の発見物が一致すること、ガレージの爆弾材料からはメラー夫妻の指紋ともう一人の指紋が見つかっていることを証言する。弁護側は、身元不明の指紋は買った店の店員のものでなく「真犯人」のものである可能性を指摘する。
被告側の証人であるギリシャのホテル経営者ニコラス・マルキスは犯行当日にメラー夫妻がギリシャにいたことを証言するが、原告側はマルキスがギリシャの極右政党・黄金の夜明けのメンバーであり、Facebookでの活動報告にメラー夫妻がいいねを押す関係であったことを指摘し、メラー夫妻の側は不利になった。しかし、カティヤが証言台に立ち、爆破前に見た自転車の女とエッダ・メラーが同一人物だと主張したところ、弁護側はカティヤのコカイン使用歴を挙げ、最近まで薬物を使用していたカティヤの証言には全く信ぴょう性がないと主張。原告側は薬物テストを拒否する。
裁判官は、無罪推定の原則に立ち、メラー夫妻の無罪という判決を下す。カティヤは、事件前に途中まで入れていたサムライのタトゥーを完成させる。
第三章 海
裁判後、メラー夫妻は海辺での休暇中の勝ち誇ったような写真をSNSに上げる。マルキスの経営するギリシャのホテルにいると見たカティヤは、ギリシャに向かう。カティヤはホテルを見張り、マルキスらに追われながらも、マルキスが海辺の松林のキャンピングカーにいるメラー夫妻に荷物を運んでいるところを目撃する。カティヤはホームセンターへ向かい裁判で聞いたのと同じような爆弾の材料を買い、ホテルに戻ってくぎ爆弾を作りバックパックに入れ、キャンピングカーの下に仕掛けるが、見張っているうちに葛藤が起こり、爆弾を回収して引き上げる。ドイツにいるダニーロからは控訴の手続きを始めようという電話がかかり、彼女はドイツに戻ると返事をする。スマートフォンに残っていた、ヌーリやロッコと海へ行った時の動画を見ながらカティヤは復讐すべきか上告すべきかしばらく考える。翌朝、カティヤは爆弾入りバックパックを持って松林に向かい、ランニングから戻ってきたメラー夫妻がキャンピングカーに入ったところでキャンピングカーに押し入る。キャンピングカーは爆発炎上し、空に煙が上がってゆく。

## キャスト
- カティヤ: ダイアン・クルーガー
- ダニーロ: デニス・モシットー - カティヤの弁護士。
- ヌーリ: ヌーマン・アジャル（英語版） - カティヤの夫。クルド系トルコ人。
- ハーバーベック: ヨハネス・クリシュ（英語版） - 爆破テロの容疑者の弁護士。
- ユルゲン・メラー: ウルリッヒ・トゥクル - 爆破テロの容疑者の父親。
- ロッコ: ラファエル・サンタナ - カティヤとヌーリの1人息子。

## 批評家の反応
Rotten Tomatoesでは150件のレビューで支持率は77%となった。Metacriticでは8件の批評に基づいて加重平均値は60/100となった。

## 受賞
- カンヌ映画祭　女優賞
- ゴールデングローブ賞　最優秀外国語映画賞